# One Last Time (bài hát của Ariana Grande)
"One Last Time" là một bài hát của nữ ca sĩ Ariana Grande từ album phòng thu thứ hai của cô ấy, My Everything (2014). Bài hát được viết bởi David Guetta, Savan Kotecha, Giorgio Tuinfort, Rami Yacoub, và Carl Falk, sản xuất bởi Falk, Yacoub, Ilya, Tuinfort, and Kotecha. Bài hát được phát hành trên iTunes Store vào ngày 22 tháng 8 năm 2014 dưới dạng đĩa đơn quảng bá thứ hai từ album. Vào ngày 10 tháng 2 năm 2015, bài hát được phát hành dưới dạng đĩa đơn thứ năm từ album. Một phiên bản tiếng Pháp của bài hát, với sự góp giọng của ca sĩ người Pháp Kendji Girac mang tên "Attends-moi" được phát hành vào 16 tháng 2 năm 2015 tại Pháp, Bỉ và Thụy Sĩ. Bai hát có mặt trong album phòng thu của Girac mang tên Kendji (2015). Một phiên bản tiếng Ý của bài hát cùng với ca sĩ Ý Fedez được phát hành ngày 26 tháng 5 năm 2015 tại Italia.

## Xếp hạng
| Bảng xếp hạng (2015)                                                               | Vị trí cao nhất |
| ---------------------------------------------------------------------------------- | --------------- |
| Úc (ARIA)                                                                          | 15              |
| Áo (Ö3 Austria Top 40)                                                             | 55              |
| Bỉ (Ultratop 50 Flanders)                                                          | 22              |
| Bỉ (Ultratop 50 Wallonia)                                                          | 10              |
| Canada (Canadian Hot 100)                                                          | 12              |
| Canada AC (Billboard)                                                              | 15              |
| Canada CHR/Top 40 (Billboard)                                                      | 3               |
| Canada Hot AC (Billboard)                                                          | 11              |
| Cộng hòa Séc (Rádio Top 100)                                                       | 36              |
| Cộng hòa Séc (Singles Digitál Top 100)                                             | 7               |
| Đan Mạch (Tracklisten)                                                             | 19              |
| Pháp (SNEP)                                                                        | 10              |
| France (SNEP) French version featuring Kendji Girac                                | 11              |
| Trường songid là BẮT BUỘC CHO BẢNG XẾP HẠNG ĐỨC                                    | 60              |
| Ireland (IRMA)                                                                     | 23              |
| Italy (FIMI)                                                                       | 6               |
| Israel (Media Forest TV Airplay)                                                   | 3               |
| Nhật Bản (Japan Hot 100)                                                           | 72              |
| Hà Lan (Dutch Top 40)                                                              | 8               |
| Hà Lan (Single Top 100)                                                            | 11              |
| New Zealand (Recorded Music NZ)                                                    | 22              |
| Na Uy (VG-lista)                                                                   | 22              |
| Ba Lan (Polish Airplay Top 100)                                                    | 15              |
| Singapore (Music Weekly Asia Lưu trữ ngày 24 tháng 4 năm 2016 tại Wayback Machine) | 9               |
| Slovakia (Rádio Top 100)                                                           | 20              |
| Slovakia (Singles Digitál Top 100)                                                 | 8               |
| Thụy Điển (Sverigetopplistan)                                                      | 22              |
| Thụy Sĩ (Schweizer Hitparade)                                                      | 25              |
| Anh Quốc (OCC)                                                                     | 24              |
| Hoa Kỳ Billboard Hot 100                                                           | 13              |
| Hoa Kỳ Adult Pop Airplay (Billboard)                                               | 20              |
| Hoa Kỳ Dance Club Songs (Billboard)                                                | 39              |
| Hoa Kỳ Pop Airplay (Billboard)                                                     | 6               |
| Hoa Kỳ Rhythmic (Billboard)                                                        | 5               |
| Venezuela (Top Pop General)                                                        | 37              |
| Venezuela (Top Anglo)                                                              | 12              |

## Chứng nhận
| Quốc gia | Chứng nhận | Số đơn vị/doanh số chứng nhận |
| --- | ---------- | ----------------------------- |
| Úc (ARIA) | Vàng       | 35.000^                       |
| Đan Mạch (IFPI Đan Mạch) | Vàng       | 30,000^                       |
| Ý (FIMI) | Bạch kim   | 50,000‡                       |
| Na Uy (IFPI) | Vàng       | 20.000‡                       |
| Thụy Điển (GLF) | Bạch kim   | 20.000‡                       |
| Anh Quốc (BPI) | Bạc        | 200.000‡                      |
| Hoa Kỳ (RIAA) | Bạch kim   | 1.000.000‡                    |
| * Chứng nhận dựa theo doanh số tiêu thụ. ^ Chứng nhận dựa theo doanh số nhập hàng. ‡ Chứng nhận dựa theo doanh số tiêu thụ và phát trực tuyến. |            |                               |

## Lịch sử phát hành
| Quốc gia | Ngày                | Định dạng                                        | Nhãn     | Chú thích    |
| -------- | ------------------- | ------------------------------------------------ | -------- | ------------ |
| Anh      | 22 tháng 8 năm 2014 | Tải kỹ thuật số (dưới dạng một đĩa đơn quảng bá) | Republic | [ 1 ]        |
| Hoa Kỳ   | 10 tháng 2 năm 2015 | hit đương đại                                    | Republic | [ 49 ]       |
| Hoa Kỳ   | 10 tháng 2 năm 2015 | rhythm hiện đại                                  | Republic | [ 50 ]       |
| Pháp     | 16 tháng 2 năm 2015 | Tải kỹ thuật số (Phiên bản tiếng Pháp)           | Republic | [ 2 ] [ 51 ] |
| Bỉ       | 16 tháng 2 năm 2015 | Tải kỹ thuật số (Phiên bản tiếng Pháp)           | Republic | [ 3 ]        |
| Thụy Sĩ  | 16 tháng 2 năm 2015 | Tải kỹ thuật số (Phiên bản tiếng Pháp)           | Republic | [ 4 ]        |
| Hoa Kỳ   | 16 tháng 3 năm 2015 | nhạc đương đại người lớn                         | Republic | [ 52 ]       |
| Ý        | 26 tháng 5 năm 2015 | Tải nhạc số (Phiên bản tiếng Ý)                  | Republic | [ 53 ]       |